# Gare de Stouffville
La gare de Stouffville est une gare de trains de banlieue à Whitchurch-Stouffville en Ontario. La gare est située à l'angle de Main Street et de Blake Street, au centre-ville de Stouffville. La gare est desservie par la ligne Stouffville de GO Transit. La gare était le terminus nord du service ferroviaire de la ligne Stouffville jusqu'à ce que la ligne soit prolongée jusqu'à Lincolnville (maintenant Old Elm) le 2 septembre 2008.
Le York-Durham Heritage Railway fait circuler des trains historiques entre cette gare et Uxbridge les fins de semaine d'été.

## Situation ferroviaire
La gare est située au point milliaire 40,6 milles (65,3 km) de la subdivision Uxbridge de Metrolinx, à voie unique, entre les gares de Mount Joy et d'Old Elm.
Depuis la gare de Mount Joy, la ligne se dirige vers le nord, traverse Major Mackenzie Drive et entre dans la ville de Whitchurch-Stouffville. Le développement urbain fait place aux champs des agriculteurs. La ligne traverse Ninth Line et entre dans les nouveaux lotissements de l'ancien village de Stouffville. La gare de Stouffville est située près du centre-ville de Stouffville, ce qui donne aux résidents un accès facile à leur train, mais limite le stationnement. C'est l'une des raisons pour lesquelles, depuis 2008, les trains continuent vers le nord et le nord-est, réintroduisent les champs des agriculteurs sur trois autres kilomètres avant de se terminer au milieu de nulle part. À la gare d'Old Elm, les passagers peuvent voir la grande gare de triage où les trains de Stouffville passent la nuit.

## Histoire
La première gare de Stouffville a été construite par le Toronto & Nipissing Railway à voie étroite en 1869, alors que sa construction progressait vers le nord à partir de Scarborough Junction. Bien qu'il n'existe aucune photo de cette structure, elle suivait un modèle similaire aux autres gares construites par le Toronto & Nipissing ailleurs à la même époque. Il s'agirait d'une structure rectangulaire en bois avec un toit en pente contenant une salle d'attente, une salle des bagages et le bureau de l'agent de la gare. L'un des bâtiments ferroviaires adjacents comprenait une salle des machines pour entreposer et entretenir les locomotives. Le premier train est arrivé à Stouffville le 1er juillet 1871 après l'ouverture de la ligne vers Uxbridge.
Les intérêts commerciaux de Sutton ont suggéré que la construction d'une ligne secondaire à voie étroite vers le lac Simcoe peu après, et le Lake Simcoe Junction Railway a reçu une charte à cette fin le 29 mars 1873. Le tracé a été arpenté en 1875, et il a été décidé que la nouvelle ligne bifurquerait du Toronto & Nipissing à environ 500 mètres au nord de la gare de Stouffville. Les deux compagnies sont convenus en 1876 que le Toronto & Nipissing gérerait la nouvelle ligne pendant 25 ans, et le premier train a quitté Stouffville pour Jackson's Point le 1er octobre 1877. L'un des accidents les plus remarquables du Toronto & Nipissing s'est produit à Stouffville en février 1878, lorsque le locomotive à vapeur 0-6-6-0 à double extrémité, unique en son genre, a explosé dans la salle des machines, tuant trois personnes et en blessant quatre. La locomotive a été reconstruite par la suite, mais elle a été détruite par un incendie dans une autre salle de machines en 1883.
L'adoption généralisée de l'écartement standard ainsi que les lignes concurrentes dans la région ont rendu le LSJR et le T&N non rentables, et les deux ont cherché à fusionner avec le Midland Railway of Canada. Alors que les négociations étaient en cours en 1881, le Midland Railway of Canada. Alors que les négociations étaient en cours en 1881, le Midland Railway a financé l'achèvement d'un troisième rail pour supporter les trains à écartement normal le long de la partie sud du Toronto & Nipissing. Ils ont été officiellement fusionné au sein du Midland Railway le 1er avril 1882.

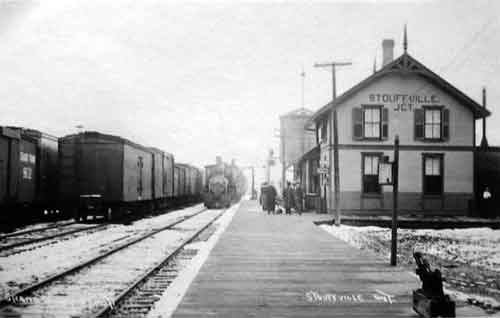
La gare de Stouffville était un bâtiment à deux étages, comme il sied à son statut de jonction.

Stouffville n'a été desservie par le Midland Railway que pendant une courte période, car le Grand Tronc l'a louée à partir du 1er janvier 1884. À peine deux mois plus tard, en 1886, la gare originale du Toronto & Nipissing à Stouffville a subi un incendie qui a rendu la structure irrécupérable, et elle a été rapidement remplacée par une structure en bois beaucoup plus grande plus tard la même année. La nouvelle gare était identique au modèle « Van Horne » adopté par le Canadien Pacifique plus tôt dans la décennie, avec un deuxième étage contenant les locaux d'habitation de l'agent de la gare. L'étage inférieur contenait la salle d'attente et le bureau de l'agent de la gare, tandis qu'une longue salle de marchandises s'étendait vers l'extérieur du côté nord du bâtiment. À ce moment-là, la gare voyait un total de huit trains par jour, dont deux en provenance ou à destination de Jackson's Point. Un élévateur à grain de la coopérative a été construit en face de la gare en 1916 pour faciliter le transport ferroviaire des céréales provenant des fermes locales.
La ligne vers Jackson's Point n'a jamais été très rentable, surtout après l'achèvement du Toronto & York Radial Railway entre 1907 et 1909. Le Grand Tronc lui-même a connu simultanément une situation financière difficile, qui a abouti à sa nationalisation et à sa fusion subséquente avec le Canadien National en 1923. Le peu d'achalandage de la ligne vers Jackson's Point s'est rapidement évaporé au milieu des années 1920, et l'ancien LSJR au nord de Stouffville a été abandonnée en 1927.
Lorsque les automobiles ont commencé à faire leur apparition au début du XXe siècle, les passagers des lignes secondaires ont été les premiers à en ressentir les effets. Plusieurs anciennes routes de diligence dans la région ont été transformées en autoroutes provinciales dans les années 1920, ce qui a permis une circulation automobile plus importante et à des vitesses plus élevées qu'auparavant. Le service à Stouffville a chuté à cinq départs par jour en 1940, puis à seulement trois en 1958.
Le Canadien National a progressivement remplacé le matériel conventionnel utilisé sur ces trains par des wagons autopropulsés diesel Budd, dont l'exploitation était beaucoup moins coûteuse. La position de Stouffville en tant que banlieue de Toronto a fini par préserver le peu de service voyageurs qui restait, et le peu de train de banlieue qui restait a été tronqué à Stouffville en 1970. En 1974, il n'y avait plus qu'un seul train à destination et en provenance de Toronto.
Le CN a transféré son service de transport de passagers sous le nom de Via Rail Canada en 1976, qui est devenu une société d'État distincte en 1977. Via a assuré la desserte de Stouffville jusqu'à ce qu'elle soit supplantée par GO Transit en 1982, date à laquelle l'ancienne gare du Grand Tronc a été démolie et remplacée. Le York-Durham Heritage Railway a commencé à offrir des excursions ferroviaires dans du matériel d'époque entre Stouffville et Uxbridge en 1996, ce qu'il continue à faire jusqu'à aujourd'hui. Le silo à grain historique a été démoli en 2015 pour faire à des places de stationnement supplémentaires.

## Service aux voyageurs

### Accueil
La gare de Stouffville est une gare sans personnel. Les passagers peuvent acheter un billet ou recharger leur carte Presto dans un distributeur automatique, acheter un billet électronique avec un téléphone intelligent, et payer par carte de crédit sans contact ou portefeuille électronique auprès d'un valideur. La gare est équipée d'une salle d'attente, des toilettes, d'un abri de quai chauffé, d'un téléphone payant, de Wi-Fi, d'un débarcadère, et d'un stationnement incitatif. Des places réservées sont disponibles au stationnement incitatifs. La gare est accessible aux fauteuils roulants.

### Dessert
À partir du 8 avril 2023, six trains partent de la gare d'Old Elm et s'arrêtent à cette gare pour se rendre à la gare Union de Toronto pendant la période de pointe du matin. L'après-midi, six trains s'arrêtent à cette gare en direction d'Old Elm.
Un service de bus en heures creuses est proposé entre Uxbridge et la gare Union de Toronto, à l'exception des gares de Milliken, d'Agincourt et de Kennedy. Certains bus en direction du nord vers Uxbridge nécessitent une correspondance à la gare d'Old Elm, et certains bus en direction du sud vers Toronto nécessitent une correspondance à la gare de Mount Joy.

### Intermodalité
La gare de Stouffville est desservie par la ligne 70 de GO Transit vers la gare d'Old Elm et Uxbridge, et la ligne 71 vers Uxbridge et la gare Union.
La ligne 9 de York Region Transit vers le terminus Cornell et 14e avenue dessert la gare à l'arrêt sur Main Street à Edward Street, lundi au vendredi.
Le service Mobility On-Request Stouffville permet de se rendre d'une adresse située dans la zone de service à la gare de Stouffville, et vice versa. Le service est disponible en semaine entre 10h et 13h45, et entre 19h et 22h45. Les réservations peuvent être effectuées entre 15 minutes et deux heures avant l'heure de départ souhaitée. Un véhicule de l'YRT vient chercher le passager à l'entrée de son domicile de départ et l'emmène à la gare de Stouffville, ou vice-versa. Les trajets peuvent être partagés avec d'autres voyageurs. Les passagers peuvent réserver un trajet sur l'application Mobility On-Request ou en appelant le 1-844-667-5327. Les tarifs habituels de l'YRT s'appliquent. Tous les moyens de paiement de l'YRT seront acceptés, y compris la carte Presto, les applications YRT Pay et Transit, la carte de crédit, la carte de débit et la monnaie exacte.